# Flavio Chigi (1631-1693)
Flavio Chigi (10 de mayo de 1631 - 13 de septiembre de 1693) fue el duque de Ariccia y un cardenal Italiano de la Iglesia católica. Era sobrino del papa Alejandro VII y se convirtió en una poderosa fuerza política dentro de la Iglesia católica durante la última mitad del siglo XVII.

## Biografía
Nació en Siena, era hijo de Mario Chigi y de su esposa Berenice della Ciaia. Estudió carreras como la filosofía y las leyes, y obtuvo el doctorado en el utroque iuris.
En 1656, fue gobernador de fermo y en 1658 fue nombrado como gobernador de Tivoli mientras tanto, su tío había sido elegido Papa en 1655 y había tomado el trono papal con el nombre de Alejandro VII. Dos años después, Chigi fue nombrado cardenal nepote.

## Cardenalato
Con su ascenso a  Cardenal, Chigi fue nombrado Cardinal-Prisbitero de Santa María del Popolo.
En 1659, con la muerte del Cardenal Luigi Capponi, Chigi fue nombrado Bibliotecario de la Biblioteca Apostólica Vaticana y desempeñó el cargo por varios años. En 1664, Chigi fue recibido por el Rey Luis XIV de Francia.
Tras la muerte de su tío, supervisó la creación de la Tumba de Alejandro VII, diseñada por Gian Lorenzo Bernini.

## Cónclave de 1667
El papa Alejandro VII falleció el 22 de mayo de 1667. Su sobrino participó en el cónclave de 1667 tras la elección del cardenal Giulio Rospigliosi, quién tomaría el nombre Clemente IX.
Chigi propuso que se eligiera cardenal a Scipione d'Elci, pero no fue capaz de asegurarle la mayoría necesaria de dos tercios. La alianza entre los representantes de las dos principales potencias católicas resultó decisivo y el 20 de junio de 1667, el cardenal Giulio Rospigliosi fue elegido para el papado, quien sería el que ha recibido todos los votos, salvo los de su propia y de Neri Corsini, quien ha votado por Chigi.

## Muerte
A su muerte con 62 años, fue enterrado en la capilla de la familia Chigi en la Basílica de Santa María del Popolo.